# Donald Ramotar
Donald Ramotar (Caria Caria, 22 oktober 1950) is een Guyanees politicus. Hij was van december 2011 tot mei 2015 de president van Guyana.
In 1967 trad hij in dienst van de People's Progressive Party (PPP), sinds 1979 was hij lid van het Centraal Comité. Sinds 1983 was hij lid van het partijbestuur. In 1997 (na de dood van Cheddi Jagan) werd hij partijleider.
Na de overwinning van zijn partij in de parlementsverkiezingen van 28 november 2011 volgde Donald Ramotar op 3 december 2011 Bharrat Jagdeo op als president van Guyana. Op 16 mei 2015 werd hij zelf opgevolgd door David Granger.